# Жикириса
Жикириса (порт. Jiquiriçá)  —  муниципалитет в Бразилии, входит в штат Баия. Составная часть мезорегиона Юго-центральная часть штата Баия. Входит в экономико-статистический микрорегион Жекие. Население составляет 15 005 человек на 2006 год. Занимает площадь 236,255 км². Плотность населения — 63,5 чел./км².

## История
Город основан 9 мая 1860 года.

## Статистика
- Валовой внутренний продукт на 2003 год составляет 27 844 107,00 реалов (данные: Бразильский институт географии и статистики).
- Валовой внутренний продукт на душу населения на 2003 год составляет 1936,71 реалов (данные: Бразильский институт географии и статистики).
- Индекс развития человеческого потенциала на 2000 год составляет 0,633 (данные: Программа развития ООН).